# Un comédien sans paradoxe

Un comédien sans paradoxe est un court métrage d'animation réalisé par Robert Lapoujade et sorti en 1974.
C'est une animation de marionnettes, avec un grand soin apporté aux détails.
Il a reçu le premier César du meilleur court métrage d'animation lors de la 2e cérémonie des César en 1977.

## Synopsis
Un acteur interprète successivement sept personnages.

## Fiche technique
- Réalisation : Robert Lapoujade

## Distribution
- Robert Cormier : narrateur

## Distinctions
- 1977 : César du meilleur court métrage d'animation[3].